# بسباس
البسباس (باللاتينية: Anisosciadium) جنس نباتي ينتمي إلى الفصيلة الخيمية. يضم هذا الجنس ثلاثة أنواع مقبولة من النباتات موطنها جميعا بلاد الشام.

## من أنواعه في الوطن العربي
1. البسباس الشائع (باللاتينية: Anisosciadium isosciadium) في بلاد الشام
2. البسباس الصوفي (باللاتينية: Anisosciadium lanatum) في بلاد الشام
3. البسباس المشرقي (باللاتينية: Anisosciadium orientale) في بلاد الشام